# Красное (озеро, Борисовский район)
Красное (бел. Чырвонае), также Святое (бел. Святое) — пересохшее озеро в Борисовском районе Минской области Белоруссии. Относилось к бассейну реки Маска.

## Название
Ранее озеро носило также название Святое. В середине XIX века названия Святое и Красное существовали параллельно как синонимичные, после же установления советской власти первое из них было отброшено, а второе — закреплено официально

## Общие сведения
Озеро располагалось примерно в 26 км к югу Борисова, в 1,45 километрах к юго-востоку от деревни Святое.
Площадь озера составляла 0,27 км², длина — 1,07 км, наибольшая ширина — 0,63 км (во второй половине XIX века доходила до 0,7 км). В 1930-е годы отметка уреза воды составляла 167,7 метров над уровнем моря.
Озеро имело котловину грушевидной формы, вытянутую с северо-запада на юго-восток и наиболее широкую в северо-западной части.
В 1930-е годы водоём был окаймлён заболоченной поймой, покрытой луговой растительностью. Пойма озера была со всех сторон окружена заболоченными зарослями древесно-кустарниковой растительности, на западе и северо-западе заросли вплотную подступали к берегу. К югу, востоку и западу от озера располагался обширный болотный массив.
Озеро имело сток: из него вытекал ручей, с левой стороны впадавший в реку Маска, ныне являющийся частью мелиоративной системы.

## Исчезновение озера
На 1950 год водоём ещё существовал.
В середине 1950-х—1960-е[уточнить] на окрестных болотах проводились масштабные торфоразработки, в результате которых болота были полностью осушены, уровень грунтовых вод сильно упал, к тому же, вода из озера была спущена в образовавшиеся к северо-западу и юго-востоку от него карьерные пруды.
На топографической карте Белоруссии 2001 года (содержащей, однако, устаревшие на тот момент сведения) на месте озера отмечено покрытое лесной растительностью болото, глубина которого достигала 1,2 метра.

## Современное состояние
В настоящее время котловина бывшего озера представляет собой верховое болото, покрытое берёзовым и сосновым лесом. К юго-востоку от него расположен небольшой торфяной пруд с отметкой уреза воды 167,4 метра над уровнем моря, а в 625 метрах к северо-западу (в 150 метрах юго-восточнее деревни Святое) лежит крупный торфяной пруд, иногда ошибочно называемый «озеро Святое», с отметкой уреза воды 167,3 метра над уровнем моря (ниже, чем у бывшего озера Красного, что во многом и обусловило его спуск).